# Чумай (Молдова)
Чума́й (рум. Ciumai) — село в Тараклійському районі Молдови. Разом із селами Виноградовка, Кириловка та Мирне відноситься до комуни Виноградовка.

## Географія
Село розташоване на річці Великий Ялпуг, в місці впадіння до неї правої притоки Велика Салча. Відстань до адміністративного центру комуни — села Виноградівка 7 км.

## Населення
За даними перепису населення 2004 року, в селі Чумай проживає 1068 чоловік (526 чоловіків, 542 жінки), з них: українці в(30,5 %), гагаузів (30 %), молдован (16 %), болгар (12 %), росіян (10 %).

## Економіка
Економіка села обмежується обробкою сільськогосподарських земель і торгівлею. Сільськогосподарський потенціал села досить високий, однак у зв'язку із цілою низкою чинників має низьку продуктивність: недорозвинений технологічний сектор, викликаний недоліком інвестицій і утруднений доступ до кредитів, низька заробітна плата працівників, трудова міграція. Безробіття залишається однією з найбільш гострих проблем, з якою стикається населення протягом останніх років.

## Водні ресурси
Водні ресурси села Чумай представлені поверхневим і підземними водами. Поверхневі джерела води обмежені. Якісних ресурсів для забезпечення питною водою та водою для іригації недостатньо.
Поверхневі води
Поверхневі води в селі Чумай представлені річкою Ялпуг, яка протікає поруч з населеним пунктом. Поверхневі води не можуть використовуватися для забезпечення жителів села питною водою.
Підземні води
Підземні води характеризуються перевищенням гранично допустимих концентрацій сполук, таких як фтор, бор, натрій і сірководень. Разом з цим, вода з підземних джерел є єдино можливим варіантом водопостачання жителів села Чумай, сусідніх сіл комуни Кирилівка і Мирне. Подається населенню за допомогою артезіанської свердловини.

## Водопостачання та водовідведення
Населення села має проблеми пов'язані з доступом до питної води. Станом на 2016 рік у населеному пункті, що складається з 288 господарств, у 46 проведено водопровід. Решта господарств забезпечується привізною водою приватним способом. У населеному пункті локальні каналізаційні системи встановлені в установах освіти (дитячий сад і ліцей) і частково в приватних господарствах.